# Acremonium blochii
Acremonium blochii är en svampart som först beskrevs av Matr., och fick sitt nu gällande namn av W. Gams 1971. Acremonium blochii ingår i släktet Acremonium, ordningen köttkärnsvampar, klassen Sordariomycetes, divisionen sporsäcksvampar och riket svampar.   Inga underarter finns listade i Catalogue of Life.